# María Eugenia Vaz Ferreira
Maria Eugenia Vaz Ferreira (1875-1924) là một giáo viên và nhà thơ người Uruguay. Bà là em gái của triết gia Carlos Vaz Ferreira và một nghệ sĩ đương đại cùng thời với Delmira Agustini và Julio Herrera y Reissig. Cô sinh ra và sống ở Montevideo, thủ đô của Uruguay.
Ferreira giữ một ghế trong Khoa Văn học tại Đại học Phụ nữ. Bà bị bệnh tâm thần và mất lý trí vài năm trước khi chết năm 1924.
Tác phẩm thơ đầu tiên của bà có tựa đề La isla de los canticos và bao gồm bốn mươi bài thơ được chọn (và một bài thơ duy nhất Unico poema thêm vào sự nhấn mạnh của anh trai bà) mà ông đã xuất bản ngay sau khi cô qua đời. Tập thứ hai, mang tên La otra isla de los canticos, với phần mở đầu của Emilio Oribe và chứa một số bài thơ lấy từ các bản thảo chưa xuất bản của bà, xuất hiện vào năm 1959 ngay sau cái chết của anh trai bà. Poesías Completeas hiện đại chứa 112 bài thơ.
Vaz Ferreira được coi là một nhà thơ siêu hình, người đã viết những bài thơ đầy cảm xúc nói về đam mê, cái chết, hy vọng và những bí ẩn của tình yêu và sự tồn tại.
Bà cũng là một nhạc sĩ và bộ sưu tập Lauro Ayestarán chứa một trong những bản thảo của bà với những câu thơ và âm nhạc.
Những huyền thoại tương phản đã được xây dựng xung quanh cuộc sống của bà. Bà đã được lý tưởng hóa, một mặt, là một loại trinh nữ tiêu hao, nhưng mặt khác, một thợ cắt tóc hút xì gà theo phong cách Sandesque nổi tiếng cho những trò đùa chơi khăm.